# مارج (نار)
كلمة مارج وتعني في اللغة العربية الشُّعْلَةُ الساطعةُ ذاتُ اللَّهَب الشَّديد، أَو هو اللَّهَبُ المختلِطُ بسواد النَّار، ورجل مارج أي هو مرسل غير ممنوع، ومرج لسانه في أعراض الناس أي بمعنى أرسله، ولقد ذكر في القرآن قوله: ﴿وَخَلَقَ الْجَانَّ مِنْ مَارِجٍ مِنْ نَارٍ ۝١٥﴾ [الرحمن:15]، أي بمعنى: شِهَابٌ سَاطِعٌ ذُو لَهَبٍ شَدِيدٍ، ومعنى الآية خلق الله الجن من مادة لهيب النار الساطعة.